# دويرارة
دويرارة هي بلدية في ولاية الحوض الغربي في موريتانيا. تعتمد البلدية على الزراعة والرعي والتجارة.